# Башикъровско македонско благотворително братство
Башикъровското македонско благотворително братство е организация на бежанците от областта Македония, установили се в Башикърово, Татарпазарджишко.

## История
В началото на 1925 година е образувано братството. Избрано е настоятелство в състав Димитър Мечкаров (председател), Илия Ставрев (подпредседател), Атанас Белмезов (секретар касиер), а съветници са Ангел Петров, Кръстю Атанасов и Марин Димитров. На 18 април 1926 година в настоятелството влизат Атанас П. Бонзев (председател), Лазар Д. Урцев (подпредседател), Атанас В. Белемезов (секретар), Кочо Ив. Милчелиев (касиер) и Ангел Ал. Терзиев (съветник). В контролната комисия са Димитър Мачкордов и Атанас Топчев.